# Tôtes
Tôtes (también, Totes) es una comuna francesa situada en el departamento de Sena Marítimo, en la región de Normandía.

## Demografía
| 826 | 819 | 848 | 956 | 1059 | 1084 |
| Para los censos de 1962 a 1999 la población legal corresponde a la población sin duplicidades (Fuente: INSEE [Consultar]) |     |     |     |      |      |

## Hermanamientos
- Bleckede, Alemania, desde 1977.
- Monreal del Campo, España.[3]